# 万时山
万时山又名范子山、白云山，位于粤、赣、湘三省交界处，素有“一脚踏三省”称号。万时山海拔1559.3米，是广东省仁化县的最高峰，年平均气温17.8度，年降雨量1600毫米，冬天寒潮南袭时有时下雪。
山上有古山寨遗址，坐落于万时山主峰南面，相传唐末人民起义领袖黄巢曾在此屯兵扎寨。